# Giải vô địch bóng đá nữ U-17 thế giới 2014
Giải vô địch bóng đá nữ U-17 thế giới 2014 là lần thứ 4 của giải đấu bóng đá dành cho thanh thiếu niên nữ dưới 17 tuổi. được tổ chức  tại Costa Rica từ 15 tháng 3 đến 4 tháng 4 năm 2014. Nhật Bản vượt qua Tây Ban Nha với tỉ số 2–0 trong trận chung kết và trở thành đội thứ tư lên ngôi tại giải.
Trận khai mạc thiết lập kỷ lục với 34.453 khán giả tới xem. Cả giải có tổng cộng 284.320 lượt khán giả tới sân xem các trận đấu, đạt trung bình 8.885 người một trận.

## Lựa chọn chủ nhà
Vào ngày 3 tháng 3 năm 2011, FIFA thông báo giải đấu sẽ được tổ chức tại Costa Rica. Có sáu ứng cử viên đứng ra xin làm chủ nhà:
- Costa Rica
- Ghana
- Bắc Macedonia
- Nga
- UAE
- Uzbekistan

Quyền đăng cai bị tước vào ngày 28 tháng 2 năm 2013 do công tác xây dựng các sân vận động không đúng tiến độ. Sau khi nhận được sự đảm bảo từ phía Liên đoàn bóng đá Bắc, Trung Mỹ và Caribe và chính phủ Costa Rica, FIFA trả lại quyền đăng cai cho quốc gia Trung Mỹ vào ngày 21 tháng 3 năm 2013.

## Linh vật
Linh vật chính thức của giải đấu là Juna, một con bướm morpho xanh. Tên Juna có nghĩa là "bay" trong ngôn ngữ Cabécar.

## Bài hát chủ đề
Bài hát chủ đề chính thức của giải đấu là "Pasión Total" của nhóm nhạc F.A.N.S.

## Các đội vượt qua vòng loại
Việc phân bổ các suất được Ban chấp hành FIFA xác nhận vào tháng 5 năm 2012. Do vòng loại khu vực châu Úc được xếp lịch quá muộn nên FIFA cùng các liên đoàn thành viên quyết định trao suất duy nhất của châu lục này cho New Zealand. Nigeria đến với giải mà không phải thi đấu vòng loại do các đối thủ bỏ cuộc. Đương kim vô địch Pháp không vượt qua vòng loại.
Có 103 quốc gia cử đội dự vòng loại, ít hơn ba đội so với năm 2012.
| Liên đoàn                             | Giải đấu loại                                             | Đội tuyển                                 |
| ------------------------------------- | --------------------------------------------------------- | ----------------------------------------- |
| AFC (châu Á)                          | Giải vô địch bóng đá nữ U-16 châu Á 2013                  | Nhật Bản · CHDCND Triều Tiên · Trung Quốc |
| CAF (châu Phi)                        | Vòng loại châu Phi 2013                                   | Nigeria · Ghana · Zambia1                 |
| CONCACAF (Bắc, Trung Mỹ và Caribbean) | Chủ nhà                                                   | Costa Rica                                |
| CONCACAF (Bắc, Trung Mỹ và Caribbean) | Giải vô địch bóng đá nữ U-17 Bắc, Trung Mỹ và Caribe 2013 | México · Canada                           |
| CONMEBOL (Nam Mỹ)                     | Giải vô địch bóng đá nữ U-17 Nam Mỹ 2013                  | Venezuela · Colombia · Paraguay ·         |
| OFC (châu Đại Dương)                  | Do OFC chỉ định (vòng loại bị hủy)                        | New Zealand                               |
| UEFA (châu Âu)                        | Giải vô địch bóng đá nữ U-17 châu Âu 2014                 | Đức · Tây Ban Nha · Ý1                    |

1.^ Các đội lần đầu tiên tham dự.

## Địa điểm
Bốn sân vận động tại Costa Rica được sử dụng.
| San José                           | Tibás                                  |
| ---------------------------------- | -------------------------------------- |
| Sân vận động Quốc gia Costa Rica   | Sân vận động Ricardo Saprissa Aymá     |
| Sức chứa: 34.453                   | Sức chứa: 21.704                       |
|                                    |                                        |
| San JoséAlajuelaTibasLiberia       |                                        |
| Alajuela                           | Liberia                                |
| Sân vận động Alejandro Morera Soto | Sân vận động Edgardo Baltodano Briceño |
| Sức chứa: 16.625                   | Sức chứa: 4.300                        |
|                                    |                                        |

## Đội hình
Mỗi đội nộp lên danh sách 21 cầu thủ (ít nhất ba thủ môn) trước hạn chót của FIFA. Danh sách các đội được công bố ngày 6 tháng 3 năm 2014.

## Bốc thăm
Lễ bốc thăm vòng bảng được tổ chức vào ngày 17 tháng 12 năm 2013 tại Pueblo Antiguo. Các nhà vô địch Đức, Nhật Bản và México được xếp vào Nhóm 1 cùng với chủ nhà Costa Rica, những người được tự động xếp vào Vị trí A1. Lễ bốc thăm sau đó đảm bảo không có đội nào của cùng một liên đoàn có thể gặp nhau ở vòng bảng.
| Nhóm 1 (Các đội hạt giống)             | Nhóm 2 (CONCACAF & CONMEBOL)               | Nhóm 3 (CAF & OFC)                       | Nhóm 4 (AFC & UEFA)                                |
| -------------------------------------- | ------------------------------------------ | ---------------------------------------- | -------------------------------------------------- |
| - Costa Rica - Đức - Nhật Bản - México | - Canada - Colombia - Paraguay - Venezuela | - Ghana - New Zealand - Nigeria - Zambia | - Trung Quốc - Ý - CHDCND Triều Tiên - Tây Ban Nha |

## Vòng bảng
Đội thắng và đội nhì của mỗi bảng sẽ vào tứ kết. Thứ hạng của các đội trong mỗi bảng được xác định như sau:
1. Điểm đạt được trong tất cả các trận đấu vòng bảng;
2. Hiệu số bàn thắng bại trong tất cả các trận đấu vòng bảng;
3. Số bàn thắng được ghi trong tất cả các trận đấu vòng bảng;

Nếu hai hoặc nhiều đội bằng điểm nhau dựa trên ba tiêu chí trên, thứ hạng của họ sẽ được xác định như sau:
1. Điểm đạt được trong các trận đấu vòng bảng giữa các đội liên quan;
2. Hiệu số bàn thắng bại trong các trận đấu vòng bảng giữa các đội liên quan;
3. Số bàn thắng được ghi trong các trận đấu vòng bảng giữa các đội liên quan;
4. Quyết định bốc thăm của ban tổ chức.

Tất cả các trận đấu diễn ra theo giờ địa phương, Múi giờ miền Trung (UTC−6).

### Bảng A
| Đội        | Tr | T | H | B | BT | BB | HS | Đ |
| ---------- | -- | - | - | - | -- | -- | -- | - |
| Venezuela  | 3  | 3 | 0 | 0 | 8  | 0  | +8 | 9 |
| Ý          | 3  | 2 | 0 | 1 | 3  | 1  | +2 | 6 |
| Zambia     | 3  | 1 | 0 | 2 | 2  | 7  | −5 | 3 |
| Costa Rica | 3  | 0 | 0 | 3 | 1  | 6  | −5 | 0 |

| Ý                  | 2–0      | Zambia |
| ------------------ | -------- | ------ |
| Serturini 41', 53' | Chi tiết |        |

| Costa Rica | 0–3      | Venezuela                         |
| ---------- | -------- | --------------------------------- |
|            | Chi tiết | Castellanos 49', 52' · Moreno 88' |

| Venezuela                                 | 4–0      | Zambia |
| ----------------------------------------- | -------- | ------ |
| Castellanos 14' · G. García 47', 59', 86' | Chi tiết |        |

| Costa Rica | 0–1      | Ý             |
| ---------- | -------- | ------------- |
|            | Chi tiết | Marinelli 19' |

| Zambia                       | 2–1      | Costa Rica |
| ---------------------------- | -------- | ---------- |
| Chanda 8' · Araya 69' (l.n.) | Chi tiết | Varela 3'  |

| Venezuela       | 1–0      | Ý |
| --------------- | -------- | - |
| Castellanos 46' | Chi tiết |   |

### Bảng B
| Đội               | Tr | T | H | B | BT | BB | HS | Đ |
| ----------------- | -- | - | - | - | -- | -- | -- | - |
| Ghana             | 3  | 2 | 0 | 1 | 4  | 2  | +2 | 6 |
| Canada            | 3  | 1 | 2 | 0 | 5  | 4  | +1 | 5 |
| CHDCND Triều Tiên | 3  | 1 | 1 | 1 | 5  | 6  | −1 | 4 |
| Đức               | 3  | 0 | 1 | 2 | 5  | 7  | −2 | 1 |

| Ghana                         | 2–0      | CHDCND Triều Tiên |
| ----------------------------- | -------- | ----------------- |
| Ayieyam 16' · Owusu-Ansah 50' | Chi tiết |                   |

| Đức                         | 2–2      | Canada                     |
| --------------------------- | -------- | -------------------------- |
| Ehegötz 65' · Fellhauer 68' | Chi tiết | Fleming 3' · Levasseur 44' |

| Ghana       | 1–0      | Đức |
| ----------- | -------- | --- |
| Amfobea 43' | Chi tiết |     |

| CHDCND Triều Tiên  | 1–1      | Canada                  |
| ------------------ | -------- | ----------------------- |
| Sung Hyang-Sim 54' | Chi tiết | Kim Jong-Sim 86' (l.n.) |

| Canada            | 2–1      | Ghana           |
| ----------------- | -------- | --------------- |
| Levasseur 9', 40' | Chi tiết | Owusu-Ansah 72' |

| CHDCND Triều Tiên                                                               | 4–3      | Đức                                   |
| ------------------------------------------------------------------------------- | -------- | ------------------------------------- |
| Ju Hyo-sim 30' · Sung Hyang-Sim 34' · Wi Jong-Sim 41' · Ri Ji-Hyang 61' (ph.đ.) | Chi tiết | Ehegötz 5' · Sehan 12' · Walkling 24' |

### Bảng C
| Đội         | Tr | T | H | B | BT | BB | HS  | Đ |
| ----------- | -- | - | - | - | -- | -- | --- | - |
| Nhật Bản    | 3  | 3 | 0 | 0 | 15 | 0  | +15 | 9 |
| Tây Ban Nha | 3  | 2 | 0 | 1 | 10 | 3  | +7  | 6 |
| New Zealand | 3  | 0 | 1 | 2 | 1  | 7  | −6  | 1 |
| Paraguay    | 3  | 0 | 1 | 2 | 2  | 18 | −16 | 1 |

| New Zealand  | 1–1      | Paraguay    |
| ------------ | -------- | ----------- |
| Cleverly 69' | Chi tiết | Barrios 84' |

| Tây Ban Nha | 0–2      | Nhật Bản                     |
| ----------- | -------- | ---------------------------- |
|             | Chi tiết | Miyagawa 43' · Matsubara 51' |

| New Zealand | 0–3      | Tây Ban Nha                                   |
| ----------- | -------- | --------------------------------------------- |
|             | Chi tiết | Hernández 3' · P. Garrote 34' · N. García 67' |

| Paraguay | 0–10     | Nhật Bản |
| -------- | -------- | --- |
|          | Chi tiết | Hasegawa 15' · Endo 22' · Miyagawa 36' · Ichise 47' · Hiratsuka 56' · Saihara 62' · Sugita 75', 85', 86' · Kono 90+2' (ph.đ.) |

| Nhật Bản                                               | 3–0      | New Zealand |
| ------------------------------------------------------ | -------- | ----------- |
| Hasegawa 20' · Kobayashi 71' (ph.đ.) · Matsubara 90+3' | Chi tiết |             |

| Paraguay  | 1–7      | Tây Ban Nha                                                             |
| --------- | -------- | ----------------------------------------------------------------------- |
| Godoy 25' | Chi tiết | Beltrán 4' · Falcon 11', 17' · N. García 64', 83' · P. Garrote 76', 79' |

### Bảng D
| Đội        | Tr | T | H | B | BT | BB | HS | Đ |
| ---------- | -- | - | - | - | -- | -- | -- | - |
| Nigeria    | 3  | 3 | 0 | 0 | 7  | 2  | +5 | 9 |
| México     | 3  | 2 | 0 | 1 | 8  | 3  | +5 | 6 |
| Trung Quốc | 3  | 1 | 0 | 2 | 4  | 7  | −3 | 3 |
| Colombia   | 3  | 0 | 0 | 3 | 2  | 9  | −7 | 0 |

| México                                               | 4–0      | Colombia |
| ---------------------------------------------------- | -------- | -------- |
| Salazar 1' · Crowther 4' · González 14' · Huerta 71' | Chi tiết |          |

| Trung Quốc      | 1–2      | Nigeria                |
| --------------- | -------- | ---------------------- |
| Phạm Vũ Thu 64' | Chi tiết | Ajibade 21' · Kanu 63' |

| México                                                      | 4–0      | Trung Quốc |
| ----------------------------------------------------------- | -------- | ---------- |
| Bernal 30' (ph.đ.) · González 42' · Martínez 66' · Cruz 87' | Chi tiết |            |

| Colombia          | 1–2      | Nigeria               |
| ----------------- | -------- | --------------------- |
| Ang. Rodríguez 3' | Chi tiết | Bokiri 26' · Kanu 59' |

| Nigeria                             | 3–0      | México |
| ----------------------------------- | -------- | ------ |
| Ajibade 12' · Kanu 16' · Yakubu 58' | Chi tiết |        |

| Colombia           | 1–3      | Trung Quốc                                              |
| ------------------ | -------- | ------------------------------------------------------- |
| And. Rodríguez 60' | Chi tiết | Thôi Vũ Hàm 72' · Páez 75' (l.n.) · Trần Ngọc Đan 90+1' |

## Vòng đấu loại trực tiếp
Nếu hai đội hòa sau thời gian thi đấu chính thức, trận đấu sẽ được giải quyết bằng loạt sút luân lưu (không có hiệp phụ).
|  | Tứ kết                | Tứ kết               |                      |       | Bán kết       | Bán kết              |                      |  | Chung kết | Chung kết |
|  |                       |                      |                      |       |               |                      |                      |  |           |           |
|  | 27 tháng 3 - San José |                      |                      |       |               |                      |                      |  |           |           |
|  |                       |                      |                      |       |               |                      |                      |  |           |           |
|  | Venezuela             | 3                    |                      |       |               |                      |                      |  |           |           |
|  | Venezuela             | 3                    | 31 tháng 3 - Liberia |       |               |                      |                      |  |           |           |
|  | Canada                | 2                    |                      |       |               |                      |                      |  |           |           |
|  | Canada                | 2                    | Venezuela            | 1     |               |                      |                      |  |           |           |
|  | 27 tháng 3 - Liberia  |                      | Venezuela            | 1     |               |                      |                      |  |           |           |
|  |                       |                      | Nhật Bản             | 4     |               |                      |                      |  |           |           |
|  | Nhật Bản              | 2                    | Nhật Bản             | 4     |               |                      |                      |  |           |           |
|  | Nhật Bản              | 2                    | 4 tháng 4 - San José |       |               |                      |                      |  |           |           |
|  | México                | 0                    |                      |       |               |                      |                      |  |           |           |
|  | México                | 0                    | Nhật Bản             | 2     |               |                      |                      |  |           |           |
|  | 27 tháng 3 - San José |                      | Nhật Bản             | 2     |               |                      |                      |  |           |           |
|  |                       | Tây Ban Nha          | 0                    |       |               |                      |                      |  |           |           |
|  | Ghana                 | Tây Ban Nha          | 0                    | 2 (3) |               |                      |                      |  |           |           |
|  | Ghana                 | 31 tháng 3 - Liberia |                      | 2 (3) |               |                      |                      |  |           |           |
|  | Ý (p)                 | 2 (4)                |                      |       |               |                      |                      |  |           |           |
|  | Ý (p)                 | 2 (4)                | Ý                    | 0     | Tranh hạng ba | Tranh hạng ba        |                      |  |           |           |
|  | 27 tháng 3 - Liberia  |                      | Ý                    | 0     | Tranh hạng ba | Tranh hạng ba        |                      |  |           |           |
|  |                       |                      | Tây Ban Nha          | 2     |               | 4 tháng 4 - San José | 4 tháng 4 - San José |  |           |           |
|  | Nigeria               | 0                    | Tây Ban Nha          | 2     |               | 4 tháng 4 - San José | 4 tháng 4 - San José |  |           |           |
|  | Nigeria               | 0                    |                      |       | Venezuela     | 4 (0)                |                      |  |           |           |
|  | Tây Ban Nha           | 3                    |                      |       | Venezuela     | 4 (0)                |                      |  |           |           |
|  | Tây Ban Nha           | 3                    | Ý (p)                | 4 (2) |               |                      |                      |  |           |           |
|  |                       |                      |                      | 4 (2) |               |                      |                      |  |           |           |

### Tứ kết
| Venezuela                                     | 3–2      | Canada                      |
| --------------------------------------------- | -------- | --------------------------- |
| Castellanos 6' · Zambrano 43' · G. García 62' | Chi tiết | Kinzner 19' · Levasseur 40' |

| Ghana                                          | 2–2      | Ý                                                     |
| ---------------------------------------------- | -------- | ----------------------------------------------------- |
| Ayieyam 4' · Abambila 90'                      | Chi tiết | Marinelli 8' · Giugliano 17' (ph.đ.)                  |
| Loạt sút luân lưu                              |          |                                                       |
| Ayieyam · Kuzagbe · Opoku · Abambila · Amfobea | 3–4      | Boattin · Giugliano · Simonetti · Serturini · Vergani |

| Nhật Bản                  | 2–0      | México |
| ------------------------- | -------- | ------ |
| Hasegawa 12' · Sugita 43' | Chi tiết |        |

| Nigeria | 0–3      | Tây Ban Nha                               |
| ------- | -------- | ----------------------------------------- |
|         | Chi tiết | Guijarro 14' (ph.đ.), 71' · N. García 58' |

### Bán kết
| Venezuela         | 1–4      | Nhật Bản                                                     |
| ----------------- | -------- | ------------------------------------------------------------ |
| Castellanos 90+2' | Chi tiết | Nagano 13' · Ichise 33' · Kobayashi 52' · Sugita 63' (ph.đ.) |

| Ý | 0–2      | Tây Ban Nha                                   |
| - | -------- | --------------------------------------------- |
|   | Chi tiết | Hernández 48' (ph.đ.) · N. García 81' (ph.đ.) |

### Tranh hạng ba
| Venezuela                                          | 4–4      | Ý                                                    |
| -------------------------------------------------- | -------- | ---------------------------------------------------- |
| Marcano 45+2' · G. García 60', 68' · Luzardo 90+5' | Chi tiết | Bergamaschi 16' · Giugliano 55', 61' · Simonetti 79' |
| Loạt sút luân lưu                                  |          |                                                      |
| Moreno · Romero · D. Rodriguez · Goyo              | 0–2      | Boattin · Giugliano · Simonetti                      |

### Chung kết
| Nhật Bản              | 2–0      | Tây Ban Nha |
| --------------------- | -------- | ----------- |
| Nishida 5' · Kono 78' | Chi tiết |             |

## Vô địch
| Giải vô địch bóng đá nữ U-17 thế giới 2014 |
| ------------------------------------------ |
| · Nhật Bản · Lần thứ 1                     |

## Giải thưởng
Các giải thưởng sau đây đã được trao sau giải đấu:
| Quả bóng vàng | Quả bóng bạc | Quả bóng đồng |
| ------------- | ------------ | ------------- |
| Sugita Hina   | Hasegawa Yui | Pilar Garrote |

| Chiếc giày vàng                   | Chiếc giày bạc | Chiếc giày đồng |
| --------------------------------- | -------------- | --------------- |
| Deyna Castellanos Gabriela García | —              | Sugita Hina     |

| Giải phong cách FIFA | Găng tay vàng    |
| -------------------- | ---------------- |
| Nhật Bản             | Matsumoto Mamiko |

## Cầu thủ ghi bàn
6 bàn
- Deyna Castellanos
- Gabriela García

5 bàn
- Sugita Hina
- Nahikari García

4 bàn
- Marie Levasseur

3 bàn
- Hasegawa Yui
- Uchenna Kanu
- Pilar Garrote
- Manuela Giugliano

2 bàn
- Nina Ehegötz
- Jane Ayieyam
- Sandra Owusu-Ansah
- Ichise Nana
- Kobayashi Rikako
- Kono Fuka
- Matsubara Shiho
- Miyagawa Asato
- Janae González
- Rasheedat Ajibade
- Sung Hyang-Sim
- Andrea Falcon
- Patri Guijarro
- Sandra Hernández
- Gloria Marinelli
- Annamaria Serturini

1 bàn
- Jessie Fleming
- Sarah Kinzner
- Andrea Rodríguez
- Angie Rodríguez
- Sofia Varela
- Kim Fellhauer
- Jasmin Sehan
- Ricarda Walkling
- Ernestina Abambila
- Gladys Amfobea
- Rebeca Bernal
- Jacqueline Crowther
- Belen Cruz
- Cinthia Huerta
- Gabriela Martínez
- Viridiana Salazar
- Daisy Cleverly
- Endo Yu
- Hiratsuka Maki
- Nagano Fuka
- Nishida Meika
- Saihara Mizuki
- Joy Bokiri
- Aminat Yakubu
- Sheryl Barrios
- Fanny Godoy
- Beatriz Beltrán
- Ju Hyo-Sim
- Ri Ji-Hyang
- Wi Jong-Sim
- Phạm Vũ Thu
- Trần Ngọc Đan
- Thôi Vũ Hàm
- Sandra Luzardo
- Tahicelis Marcano
- Lourdes Moreno
- Yosneidy Zambrano
- Valentina Bergamaschi
- Flaminia Simonetti
- Grace Chanda

Bàn phản lưới nhà
- Sara Páez (trong trận gặp Trung Quốc)
- Maria Araya (trong trận gặp Zambia)
- Kim Jong-Sim (trong trận gặp Canada)